# Бассо, Пьер Луиджи
Пьер Луи́джи Бассо (итал. Pier Luigi Basso; род. 15 декабря 1997, Монтебеллюна, Венеция) — итальянский шахматист, гроссмейстер (2018).

## Биография
Бассо с детства живёт в Монтебеллуне, там же в 11 лет начал играть в шахматы в клубе Бениамино Вергани.
Победитель 23-х международных турниров, участвовал в различных итальянских юношеских и юниорских чемпионатах. Обладатель серебряной медали в категории до 14 лет (2011), победитель категории до 16 лет (2013) и дважды чемпион в категории до 20 лет (2015 и 2016). Он принимал участие в юношеском чемпионате мира 2013, в двух чемпионатах мира среди юниоров (2016 и 2017), в трёх Юношеских чемпионатах Европы (2011, 2012, 2013) и в двух чемпионатах Европы (2016 и 2017).
Бассо выиграл 6 раз Венецианский шахматный осенний турнир (2012, 2013, 2014, 2015, 2016 и 2018).
В 2013 году стал мастером ФИДЕ и также выиграл чемпионат Италии до 16 лет.
Бассо в 2015 году выиграл международный турнир в Мольяно и Спилимберго, позже стал чемпионом Италии до 20 лет. Он принимал участие в финале чемпионата Италии (Campionato Italiano Assoluto), где занял 6-е место с результатом 6,5 из 11 и перфомансом 2561. Он выступал за итальянскую национальную сборную, участвовал в Mitropa Cup, набрав 4,5 из 7.
В 2016 году Бассо выиграл международные турниры в Сальсомаджоре, Санта-Мария-ди-Сала и 1-й закрытый турнир Сполето, где получил свою первую норму гроссмейстера. Позже во второй раз стал чемпионом Италии до 20 лет и снова участвовал в финале чемпионата Италии 2016 вместе с Микеле Годеной, Сабино Брунелло и Альберто Давидом.
В 2017 году Бассо выиграл международные турниры в Салерно, Кьоджа, Кьянчано и Спилимберго, где получил вторую норму гроссмейстера. В составе команды своего клуба занял 3-е место в командном чемпионате Италии.
25 ноября 2017 года Федеральный суд вынес решение по «делу Монтебеллуна», которое было предметом многочисленных дискуссий и в котором участвовали многочисленные шахматисты высокого уровня: Пьер Луиджи Бассо был дисквалифицирован на пять месяцев из-за оскорбительных заявлений об имидже Итальянской шахматной федерации.
В 2018 году Бассо выиграл международный турнир в Генуе, занял 2-е место в полуфинале чемпионата Италии, уступив Франческо Сонису. В августе он выиграл международный турнир в Спилимберго, который считался одним из самых сильных в Италии за последние годы. Бассо показал результат 6,5 из 9 и заработал третью норму гроссмейстера. В сентябре он выиграл XVI Международный шахматный фестиваль, «Città di Amantea», с результатом 7 из 9, обойдя Евгения Воробьева, Владимира Бурмакина и Ласло Гонда. В ноябре выиграл 2-й международный турнир «Vignola Città degli Scacchi» с 4,5 очками из 5.
В мае 2019 года Бассо выиграл чемпионат Италии по блицу, набрав 9,5 из 11, также занял 3-е место на чемпионате Италии по рапиду. В июне он выиграл 3-й международный турнир «Cento Torri» в Асколи-Пичено. В июле 2019 года Бассо одержал победу на Международном фестивале Città di Portorse с результатом 7,5 из 9. В сентябре выиграл чемпионат, посвященный Джованни Леонардо ди Бона в Кутро, с результатом 7 из 9.
В сентябре 2019 года Бассо стал 2-м шахматистом Италии по рейтингу, уступив Даниеле Вокатуро и опередив Франческо Рамбальди.

## Спортивные результаты
| Год  | Город       | Турнир                                                                 | + | − | = | Результат | Место  |
| ---- | ----------- | ---------------------------------------------------------------------- | - | - | - | --------- | ------ |
| 2015 | Мальорка    | «VI Ciutat de Manacor Winterchess GM 2015»                             | 3 | 1 | 5 | 5½ из 9   | [ 13 ] |
|      |             | «PokerStars Isle of Man International Chess Tournament — Masters 2015» | 4 | 3 | 2 | 5 из 9    | [ 14 ] |
|      | Милан       | «Campionato Italiano Assoluto 2015»                                    | 4 | 2 | 5 | 6½ из 11  | [ 15 ] |
|      | Доха        | «Qatar Masters 2015»                                                   | 2 | 2 | 5 | 4½ из 9   | [ 16 ] |
| 2016 | Сполето     | «ITT FideAcademy»                                                      | 5 | 1 | 3 | 6½ из 9   | [ 17 ] |
| 2017 | Спилимберго | «FE 15 Spilimbergo»                                                    | 6 | 1 | 2 | 7 из 9    | [ 18 ] |
| 2018 | Спилимберго | «FE 16 Citta' di Spilimbergo»                                          | 5 | 1 | 3 | 6½ из 9   | [ 19 ] |
|      |             |                                                                        |   |   |   | из        |        |